# هرتل (ویسکانسین)
هرتل (به انگلیسی: Hertel) یک منطقهٔ مسکونی در ایالات متحده آمریکا است که در شهرستان بارنت، ویسکانسین واقع شده‌است. هرتل ۳۱۶٫۰۸ متر بالاتر از سطح دریا واقع شده‌است.